# MindRover: The Europa Project
MindRover: The Europa Project is een 3D strategiespel voor de PC waarbij de speler robots visueel programmeert met behulp van een grafische gebruikersomgeving. Het wordt ook wel een simulatie van intelligente robots genoemd. Het is ontwikkeld door CogniToy en in 2000 uitgegeven voor Windows. In 2001 is het door Loki Software overgezet naar Linux.

## Het spel
De speler is een onderzoeker op Europa, een van de manen van de planeet Jupiter, die in zijn/haar vrije tijd robots programmeert. Deze robots (in het spel rovers genoemd) nemen deel aan wedstrijden (zogeheten challenges, uitdagingen) zoals races, gevechten of zoektochten door een doolhof. De speler krijgt een basisvoertuig (een hovercraft of een voertuig met wielen of rupsbanden) waarop allerlei componenten geplaatst kunnen worden zoals sensoren, actuatoren maar ook wapens zoals raketwerpers en lasers. Afhankelijk van de gekozen wedstrijd kan de speler naar eigen inzicht de rover programmeren om de uitdaging te volbrengen/winnen. Dit gebeurt met behulp van een grafische interface waar de eigenschappen van de componenten aangepast kunnen worden en ze kunnen met elkaar verbonden worden om aan te geven hoe ze samenwerken. Daarna kan de speler de uitdaging starten om te kijken hoe de rover zich gedraagt in een bepaalde omgeving (ook wel arena's genoemd). De rover kan net zo lang verfijnd worden totdat deze het gewenste gedrag vertoont.
Afhankelijk van het soort uitdaging kan de speler ervoor kiezen om de rover op een bepaalde manier te bouwen. In een race zal een lichte en snelle rover die op de baan probeert te blijven en obstakels te vermijden het beter doen dan een zware robot die uitgerust is met allerlei wapens.

## Uitdagingen
Er zijn vier categorieën uitdagingen waaruit de speler kan kiezen:
- Race: de deelnemende rovers proberen zo snel mogelijk een bepaald doel te bereiken. Vaak is dit het rijden van enkele rondes door een parcours maar het is ook mogelijk dat de rovers zo snel mogelijk een aantal objecten moeten verzamelen.
- Sport: de opdrachten die de rovers moeten uitvoeren hebben te maken met een bepaalde sport, zoals het scoren van een punt bij hockey of bij basketbal.
- Battle: de rovers vechten tegen elkaar totdat er één wint.
- Puzzle: in deze categorie bevinden zich puzzels en opdrachten zoals het doorlopen van een doolhof, het zoeken van een schat of het oplossen van een probleem.

## Techniek
Grote delen van het spel zijn geschreven in ICE, een object-georiënteerde programmeertaal die door CogniToy voor dit spel ontwikkeld is. Deze taal is gebruikt voor het schrijven van de intelligentie en de gebruikersinterface maar ook de arena's en opdrachten zijn geschreven met behulp van ICE.
Het spel is gebaseerd op OpenGL en vereist ook een GPU die dit ondersteunt.